# Arjanlī
Arjanlī (persiska: ارجنلی) är en ort i Iran.   Den ligger i provinsen Golestan, i den norra delen av landet, 400 km nordost om huvudstaden Teheran. Arjanlī ligger 526 meter över havet och antalet invånare är 902.
Terrängen runt Arjanlī är huvudsakligen kuperad, men österut är den bergig. Runt Arjanlī är det ganska glesbefolkat, med 48 invånare per kvadratkilometer. Närmaste större samhälle är Ajan Qarah Khvājeh, 18,8 km sydväst om Arjanlī. Trakten runt Arjanlī består till största delen av jordbruksmark.